# Yanjisuchus
Yanjisuchus — це вимерлий рід паралігаторових неосухій, відомий з ранньокрейдової формації Лунцзін у Гуйчжоу, Китай. Він містить один вид, Y. longshanensis.